# Илюшинцы
Илюшинцы — упразднённая в 2018 году деревня в Слободском районе Кировской области России. Входила в состав Шестаковского сельского поселения.

## География
Деревня находится на севере центральной части области, в северной части района, в подзоне южной тайги, у реки Ольховка, на расстоянии приблизительно 4 километра (по прямой) к северу от на северо-запад от села Лекма.

## Топоним
Известна в середине XIX века как Олюшинская или Пустошь, При Моховом Ключе, Илюшин. К 1939 году — Илюшинцы.

## Климат
Климат характеризуется как континентальный, с продолжительной холодной многоснежной зимой и умеренно тёплым летом. Среднегодовая температура — 1,5 °C. Средняя температура воздуха самого холодного месяца (января) составляет −14,2 °C (абсолютный минимум — −45 °С); самого тёплого месяца (июля) — 17,8 °C (абсолютный максимум — 35 °С). Безморозный период длится в течение 120—125 дней. Годовое количество атмосферных осадков — 550—600 мм, из которых около 70 % выпадает в тёплый период. Снежный покров устанавливается в конце октября и держится около шести месяцев.

## История
Учтена впервые в «Списке населённых мест Вятской губернии 1859—1873 гг.», когда здесь (починок Олюшинская или Пустошь) был 1 двор и 6 жителей. В 1905 (починок При Моховом Ключе или Илюшин) 6 дворов и 36 жителей, в 1926 6 и 28, в 1950 7 и 24, в 1989 оставался 1 постоянный житель.
Снята с учёта 21.12.2018.

## Население
| 2010 |
| ---- |
| 0    |

### Национальный состав
Согласно результатам переписи 2002 года в деревне проживал один житель русской национальности.

## Инфраструктура
Было личное подсобное хозяйство.

## Транспорт
Просёлочная дорога. В «Списке населённых мест Вятской губернии 1859—1873 гг.» описана как стоящая «по правую сторону Ношульской коммерческой дороги».